# Sionna
Sionna (prononciation : [ˈɕɔnna]) est un village polonais de la gmina de Kotuń dans le powiat de Siedlce de la voïvodie de Mazovie dans le centre-est de la Pologne.
Il se situe à environ 5 kilomètres au nord-ouest de Kotuń (siège de la gmina), 18 kilomètres à l'ouest de Siedlce (siège de le powiat) et à 70 kilomètres à l'est de Varsovie (capitale de la Pologne).
Le village comptait approximativement une population de 249 habitants en 2010.

## Histoire
De 1975 à 1998, le village appartenait administrativement à la voïvodie de Siedlce.

Depuis 1999, il appartient administrativement à la voïvodie de Mazovie